# Hadronyche pulvinator
Espèce
Synonymes
- Atrax pulvinator Hickman, 1927

Hadronyche pulvinator est une espèce d'araignées mygalomorphes de la famille des Atracidae.

## Distribution
Cette espèce est endémique de Tasmanie en Australie. Elle se rencontre dans les environs d'Hobart.

## Description
La carapace de la femelle décrite par Gray en 2010 mesure 6,15 mm de long sur 5,64 mm et l'abdomen 10,20 mm de long sur 8,50 mm.

## Publication originale
- Hickman, 1927 :  Studies in Tasmanian spiders. Part I. Papers and Proceedings of the Royal Society of Tasmania, vol. 1926, p. 52-86.